# Wamala (jezioro)
Wamala – jezioro położone w centralnej Ugandzie.
Jezioro Wamala zajmuje powierzchnię około 250 km². Znajduje się na nim wiele wysp, m.in. Lwanju, Mabo, Bagwe, Kiraza, Kazinga. Do jeziora wpływa kilka rzek, w tym Nyanzi, Kitenga, Kaabasuma, Mpamujugu i Bbimbye. Natomiast z jeziora wypływa Kibimba wpadająca do jeziora Wiktorii. Ponad 4000 lat temu jezioro Wamala było częścią jeziora Wiktorii.
Roślinność jeziora Wamala jest zdominowana przez papirusy. Na brzegach rosną rafie i inne gatunki palm. W pobliżu jeziora żyją różne gatunki zwierząt, takie jak sitatunga, hipopotamy, kob śniady, werwety, pawiany, perlice oraz turakowate. W wodach jeziora występują takie ryby jak tawada (Clarias gariepinus), Protopterus aethiopicus aethiopicus, tilapia czy ryby dwudyszne.
W latach 60. i na początku lat 70. XX wieku jezioro Wamala było ważnym źródłem ryb sprzedawanych następnie lokalnie oraz w dużych okolicznych miastach. Jednak niekontrolowane połowy doprowadziły do wyczerpania zasobów ryb w połowie lat 70. XX wieku.
Pochodzenie nazwy
Nazwa jeziora pochodzi od imienia ostatniego króla z dynastii Bachwezi, który według legendy zniknął w jego wodach w miejscu nazywanym Nakyegalika, położonym w pobliżu wioski rybackiej Lubajja. Duch króla ma przebywać w jeziorze.